# 查谟和克什米尔邦
查谟和克什米尔邦地处喜马拉雅山脉南簏的克什米尔地区，因印巴领土争议，也被称为“印控克什米尔”，曾經为印度最北部邦，面積101,387平方公里。该邦南面与旁遮普和喜马偕尔邦接壤，西北部与巴基斯坦接邻，东北部与中华人民共和国相连。地理上查谟和克什米尔分为三大部分即查谟、克什米尔山谷和拉達克。
该地区伊斯兰教信徒约占68%，查谟和克什米尔邦曾是印度唯一大部分居民为穆斯林（68.31％）的邦，其他居民包括印度教佔28.43％、锡克教佔1.87％及藏傳佛教信徒佔0.89％。
在印度政府於2019年廢除《印度憲法》第370條賦予查谟和克什米尔邦的特殊地位後，印度議會通過了《查谟和克什米尔邦重組法案》，其中包含將邦解散並將其重組為兩個聯邦領土的規定–西部的查谟和克什米尔邦，東部的拉達克，自2019年10月31日開始生效。2019年10月31日，查谟和克什米尔邦分割成查谟和克什米尔和拉达克，兩個中央直辖区。

## 歷史

### 建立
在1947-1948年印巴戰爭後，查謨和克什米爾土邦分屬由印度控制的（查謨、克什米爾山谷和拉達克）和巴基斯坦控制的（吉爾吉特-巴爾蒂斯坦和阿扎德克什米爾）地區。印度管理的領土在1951年選舉了制憲議會，該議會於1954年批准該州加入印度。
该邦曾根据《印度宪法》第370条（1954年制定）之规定，擁有除国防、外交和通信等领域外的自治權，印度宪法中除上述权力外的所有规定在这一地区都不适用。

### 現代
在1980年代後期，對聯邦政府高壓政策的不滿以及對1987年查谟和克什米爾立法議會選舉的操縱的指控引發了暴力起義和武裝叛亂，並得到了外界支持。在2008年克什米爾動亂之後，該地區的分裂主義運動得到了加強。
自1989年以來，伊斯蘭激進分子與印度軍隊之間發生了長期，流血的衝突，他們都被指控侵犯人權，包括綁架，屠殺，強姦和武裝搶劫。

### 重組
2019年8月5日，印度联邦政府宣佈廢除《印度宪法》第370条，收回查谟和克什米尔邦自治權。第370条被废止后，印度宪法所有条款将适用于这一争议地区。印度政府计划将该邦分为查谟和克什米尔及拉達克两个联邦属地。
印度内政部长阿米特·沙阿解释，联邦政府废除370条的依据是此条第3款规定若要修改必须经过制宪议会（如无则为邦议会）同意，而该邦议会自2018年11月解散后一直处于空置状态，故国会有权废除此条。根据翌日在联邦院和人民院获得通过的《查谟和克什米尔邦重组法》，查谟和克什米尔邦分割成查谟和克什米尔中央直辖区和拉达克中央直辖区。這引來了鄰國巴基斯坦和中國的不滿。（巴基斯坦宣称此地的主权并实际控制自由克什米爾、吉尔吉特-巴尔蒂斯坦，中国实际控制的阿克賽欽由和田地区皮山县、和田县、策勒县、阿里地區日土縣、噶爾縣、札達縣，崑崙走廊由喀什地區叶城县、塔什库尔干塔吉克自治县管理）
新規劃在2019年10月31日生效。並根據該條將其人民院原本該邦分配到的6個席次一個分配給拉達克，另外五個留給查謨和喀什米爾。
查谟和克什米尔仍具議會亦具有原邦所有聯邦院席位，但拉達克不具議會亦不具有聯邦院席位。

## 主要經濟走向
下表是表示查谟和克什米尔邦過往邦內生產總值，由印度統計和計畫部門所公佈的資料，單位為百萬印度盧比。
| 年份   | 查谟和克什米尔邦邦內生產總值 |
| ------ | ---------------------------- |
| 1980年 | 11,860                       |
| 1985年 | 22,560                       |
| 1990年 | 36,140                       |
| 1995年 | 80,970                       |
| 2000年 | 147,500                      |
| 2006年 | 539,850                      |
| 2016年 | 1,323,000 （US$1,900萬）     |
| 2017年 | 1,065,000 （US$1,500萬）     |
| 2018年 | 1,166,000 （US$1,700萬）     |

## 行政区划
查谟和克什米尔邦的行政区曾划分為三個部分：查謨、克什米爾河谷和拉達克，可以進一步分為22個區。該邦重組時也做了相應分割
| 區域         | 名稱           | 行政中心       | 面積 (km²) | 人口 2001 數據 | 人口 2011 數據 |
| ------------ | -------------- | -------------- | ---------- | -------------- | -------------- |
| 查謨         | 卡圖瓦縣       | 卡圖阿         | 2,651      | 550,084        | 615,711        |
| 查謨         | 查謨縣         | 查謨           | 3,097      | 1,343,756      | 1,526,406      |
| 查謨         | 桑巴縣         | 薩姆巴         | 904        | 245,016        | 318,611        |
| 查謨         | 乌坦布尔县     | 乌坦布尔       | 4,550      | 475,068        | 555,357        |
| 查謨         | 雷阿西縣       | 雷阿西         | 1,719      | 268,441        | 314,714        |
| 查謨         | 拉朱里縣       | 拉乔里         | 2,630      | 483,284        | 619,266        |
| 查謨         | 旁切縣         | 普恩楚         | 1,674      | 372,613        | 476,820        |
| 查謨         | 多達縣         | 多达           | 11,691     | 320,256        | 409,576        |
| 查謨         | 拉姆班縣       | 拉姆班         | 1,329      | 180,830        | 283,313        |
| 查謨         | 吉什德瓦尔县   | 吉什德瓦尔     | 1,644      | 190,843        | 231,037        |
| 查謨         | 分區總計       | 查謨           | 26,293     | 4,430,191      | 5,350,811      |
| 克什米爾河谷 | 安南塔那加縣   | 阿纳恩特纳格   | 3,984      | 734,549        | 1,069,749      |
| 克什米爾河谷 | 庫爾加姆縣     | 庫爾加姆       | 1,067      | 437,885        | 423,181        |
| 克什米爾河谷 | 普爾瓦馬縣     | 普爾瓦馬       | 1,398      | 441,275        | 570,060        |
| 克什米爾河谷 | 紹皮恩縣       | 斯胡皮延       | 612.87     | 211,332        | 265,960        |
| 克什米爾河谷 | 巴德加姆縣     | 巴德加姆       | 1,371      | 629,309        | 755,331        |
| 克什米爾河谷 | 斯利那加縣     | 斯利那加       | 2,228      | 990,548        | 1,250,173      |
| 克什米爾河谷 | 加恩德爾巴爾縣 | 加恩德爾巴爾   | 259        | 211,899        | 297,003        |
| 克什米爾河谷 | 班迪波拉縣     | 巴恩迪波雷     | 398        | 316,436        | 385,099        |
| 克什米爾河谷 | 巴拉穆拉縣     | 巴拉穆拉       | 4,588      | 853,344        | 1,015,503      |
| 克什米爾河谷 | 庫普瓦拉縣     | 庫普瓦拉       | 2,379      | 650,393        | 875,564        |
| 克什米爾河谷 | 分區總計       | 斯利那加       | 15,948     | 5,476,970      | 6,907,622      |
| 拉達克       | 卡基爾縣       | 卡尔吉尔       | 14,036     | 119,307        | 143,388        |
| 拉達克       | 列城縣         | 列城           | 45,110     | 117,232        | 147,104        |
| 拉達克       | 分區總計       | 列城和卡尔吉尔 | 59,146     | 236,539        | 290,492        |
| 總計         | 總計           | 總計           | 101,387    | 10,143,700     | 12,548,925     |

## 人口和宗教
查谟和克什米尔邦宗教信徒比例（2011年）
查谟和克什米尔邦语言分布（2011年）
| 區域           | % 面積 | % 人口 | 人口       | % 穆斯林 | % 印度教徒 | % 锡克教徒 | % 佛教徒及其他 |
| -------------- | ------ | ------ | ---------- | -------- | ---------- | ---------- | -------------- |
| 克什米爾       | 15.73% | 54.93% | 6,888,475  | 96.40%   | 2.45%      | 0.98%      | 0.17%          |
| 查謨           | 25.93% | 42.89% | 5,378,538  | 33.45%   | 62.55%     | 3.30%      | 0.70%          |
| 拉達克         | 58.33% | 2.18%  | 274,289    | 46.40%   | 12.11%     | 0.82%      | 39.67%         |
| 查謨和克什米爾 | 100%   | 100%   | 12,541,302 | 68.31%   | 28.43%     | 1.87%      | 0.89%          |

查谟和克什米爾邦過去由三個分區組成：查谟、克什米爾和拉達克，又分為22個區。而錫亞琴冰川在印度軍方控制之下，沒有於查謨和克什米爾邦的管理之下。基斯赫特瓦爾、拉姆班、雷阿西、桑巴、班迪波拉、加恩德爾巴爾、庫爾加姆和紹皮恩是在2008年成立的地區，他們的區域包括與那些從他們所構成的區。

## 另見
- 真主穆斯林游擊隊
- 喀什米爾
- 自由克什米尔
- 查谟和克什米尔邦重组法
- 中印边界问题